# Article 33 de la Constitution de la Cinquième République française
Article 32 Article 34

## Texte
« Les séances des deux assemblées sont publiques. Le compte rendu intégral des débats est publié au Journal officiel de la République française.

Chaque assemblée peut siéger en comité secret à la demande du Premier ministre ou d'un dixième de ses membres. »
— Article 33 de la Constitution du 4 octobre 1958

## Pratiques et interprétation
Cet article consacre la publicité des débats en séance publique. Il est possible d'assister aux débats parlementaires et 273 places sont ouvertes à cet effet à l'Assemblée nationale en plus des places réservées aux journalistes et aux corps constitués (corps préfectoral ou corps diplomatique). Le public doit rester silencieux et ne manifester aucun signe d'approbation ou d'improbation.
De plus, les séances sont retransmises en direct et en replay sur le site de chacune des assemblées,, ainsi que sur la chaîne parlementaire (LCP et Public Sénat). Les comptes-rendus de chaque séance qui retranscrivent précisément les paroles de chaque parlementaire sont également publiés, respectivement.
La tenue d'une séance en comité secret n'a jamais été appliquée durant la Cinquième République. La dernière occurrence de cette pratique remonte au 19 avril 1940.